# Frygische Weg

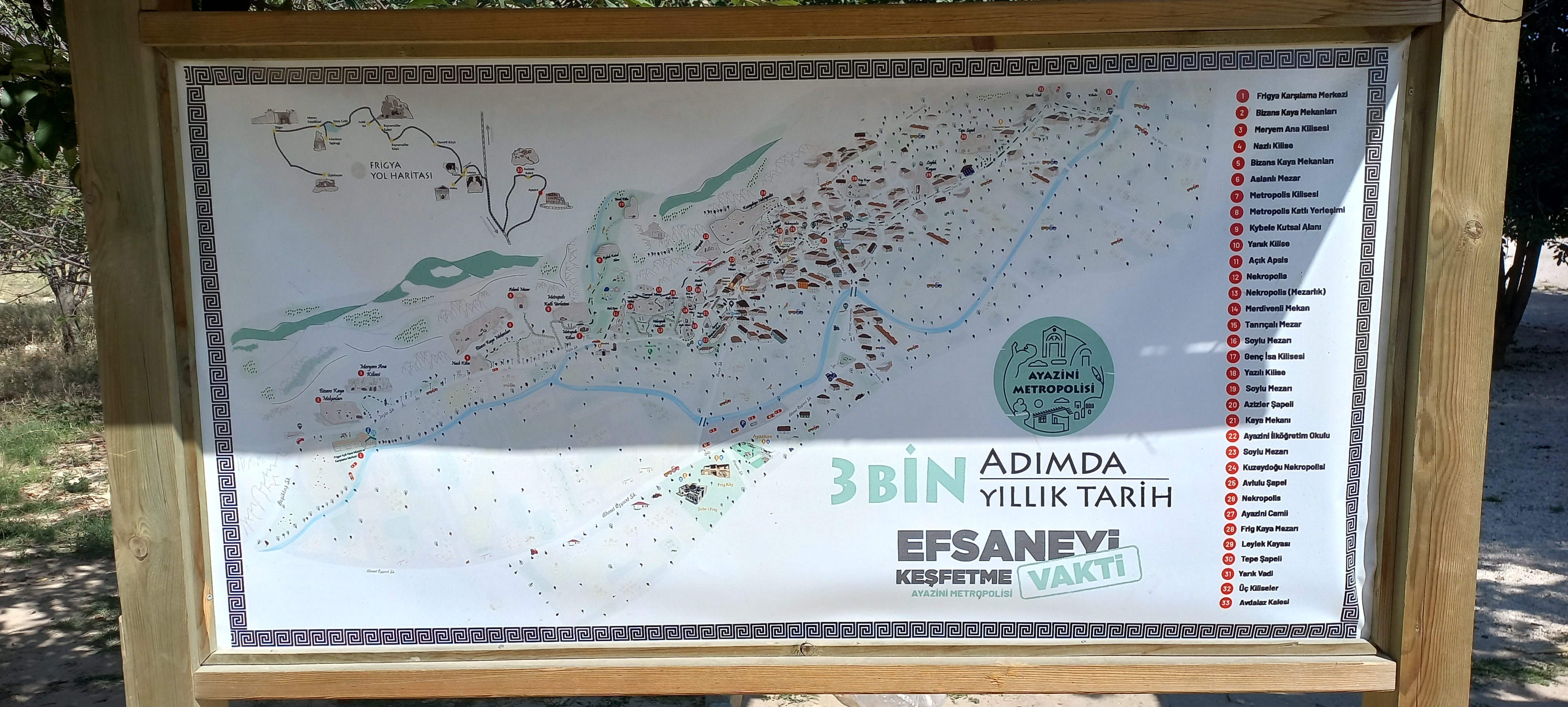

De Frygische Weg (Turks: Frigya Yolu) is een langeafstandswandelpad in Turkije. De rood-wit bewegwijzerde paden zijn  in totaal 506 kilometer lang en lopen door Frygië. De drie routes hebben een verschillend startpunt ( Gordium (Polatli, Ankara), Seydiler (Afyonkarahisar), en Ahmetoglu (Kutahya)). en komen samen op hetzelfde punt. Het pad werd gecreëerd in 2013. 